# Tiếng Pazeh
Tiếng Pazeh (còn viết là Pazih, Pazéh) là tử ngữ của người Pazeh, một dân tộc bản địa Đài Loan. Đây là một ngôn ngữ ngữ hệ Nam Đảo. Người nói tiếng Pazeh cuối cùng, Phan Kim Ngọc, mất năm 2010 ở tuổi 96. Trước khi qua đời, bà đứng lớp tiếng Pazeh để dạy cho 200 học viên ở Phố Lý, một số nhỏ ở Miêu Lật và Đài Trung. Kulun (còn viết là Kulon) là một phương ngữ tiếng Pazeh, đã biến mất trước đó. Người Hán Đài Loan từng dùng từ miệt thị "phiên" (番) để chỉ nhiều nhóm thổ dân Đài Loan. Tiếng Pazeh cũng dần bị lấn át bởi tiếng Phúc Kiến Đài Loan.

## Âm vị học
Tiếng Pazeh có 17 phụ âm, 4 nguyên âm đơn, 4 nguyên âm đôi (-ay, -aw, -uy, -iw).
|          | Môi | Đầu lưỡi1 | Vòm | Ngạc mềm | Thanh hầu |
| -------- | --- | --------- | --- | -------- | --------- |
| Mũi      | m   | n         |     | ŋ        |           |
| Tắc      | p b | t d       |     | k ɡ3     | (ʔ)2      |
| Xát      |     | s z4      |     | x        | h5        |
| R        |     | ɾ         |     |          |           |
| Tiếp cận |     | l         | j   | w        |           |

1. /t/ và /d/ chính xác thì khác nhau về vị trí phát âm; /d/ là âm chân răng hay trước chân răng, còn /t/ (cũng như /n/) là âm liên răng. Những âm chân răng khác thường là âm trước chân răng hay sau răng.
2. Phân bổ của âm tắc thanh hầu [ʔ] mang tha âm tính, xuất hiện giữa hai nguyên âm giống nhau, trước nguyên âm đầu từ và sau nguyên âm cuối từ.
3. /ɡ/ trở thành [ɣ] giữa hai nguyên âm
4. /z/ là trên thực tế là âm tắc xát [dz], chỉ xuất hiện ở đầu âm tiết.[9]
5. /h/ có thể là âm thanh hầu [h] hay âm yết hầu ([ħ]) và đôi khi khó phân biệt với /x/

Dù tiếng Pazeh phân biệt âm chặn (tắc, xát, tắc xát) vô thanh ở đầu âm tiết, sự phân biệt này biến mất ở cuối âm tiết đối với âm tắc môi và ngạc mềm (chỉ có /p/ và /k/, không có /b/ hay /g/) (/d/ được vô thanh hoá nhưng vẫn phân biệt với /t/). /l/ và /n/ ở cuối âm tiết hợp nhất thành /n/.
|      | Trước | Giữa | Sau |
| ---- | ----- | ---- | --- |
| Đóng | i     |      | u   |
| Vừa  | (ɛ)   | ə    | (o) |
| Mở   |       | a    |     |

Nguyên âm vừa [ɛ] và [o] lần lượt là tha âm của nguyên âm đóng /i/ và /u/.  
- /i/ và /u/ hạ thấp khi ở cạnh /h/.
- /u/ hạ thấp trước /ŋ/. [u] và [o] biến thiên tự do trước /ɾ/
- khi láy thì từ cho ra sau khi láy có thể mang tha âm [ɛ] và [o] thậm chí nếu /i/ và /u/ không ở trong môi trường gây ra hạ thấp.
  - /mutapitapih/ → [mu.ta.pɛ.taˈpɛh] ('vỗ vỗ' hay 'vỗ mãi').[12]

/a/ hơi nâng lên khi ở gần /i/.